# Vineland (Colorado)
Vineland es un lugar designado por el censo ubicado en el condado de Pueblo en el estado estadounidense de Colorado. En el Censo de 2010 tenía una población de 251 habitantes y una densidad poblacional de 171,22 personas por km².

## Geografía
Vineland se encuentra ubicado en las coordenadas 38°14′41″N 104°27′36″O / 38.24472, -104.46000. Según la Oficina del Censo de los Estados Unidos, Vineland tiene una superficie total de 1.47 km², de la cual 1.47 km² corresponden a tierra firme y (0%) 0 km² es agua.

## Demografía
Según el censo de 2010, había 251 personas residiendo en Vineland. La densidad de población era de 171,22 hab./km². De los 251 habitantes, Vineland estaba compuesto por el 88.84% blancos, el 0% eran afroamericanos, el 2.39% eran amerindios, el 0% eran asiáticos, el 0% eran isleños del Pacífico, el 2.79% eran de otras razas y el 5.98% pertenecían a dos o más razas. Del total de la población el 34.66% eran hispanos o latinos de cualquier raza.